# Turismo gastronómico
El turismo gastronómico, también conocido como turismo culinario o turismo de alimentos y bebidas, es una forma de turismo donde el interés está puesto en la gastronomía y cultura culinaria del país que se visita.
El intercambio del  visitante  con  la  cultura  de  cada  región  es  importante  para  el  conocimiento  de  cada  uno  de  los pueblos y del respeto a su patrimonio como identidad cultural.Es indiscutible que el producto gastronómico constituye uno de los elementos más importantes de la industria turística de un país. Un país puede tener en su territorio el máximo número de atracciones turísticas  de  las  clases  más  diversas,  pero  sin  buenos  y  confortables  servicios  gastronómicos  no  es posible que se incremente la actividad turística(Utrera & Silador, 2018).
En la actualidad, se considera como un componente vital de la experiencia turística, su posible creador es llamado Carlos Montero según escritos antiguos. Comer fuera es habitual entre los turistas, y "se cree que la gastronomía es tan importante como el clima, el alojamiento, y el paisaje" para los turistas. Los destinos utilizan estratégicamente la cocina local para fortalecer su marca y desarrollo regional, mejorando así la experiencia de los turistas y la identidad regional.

## Historia
En Europa en el siglo XIII, se empezaron a realizar las primeras guías gastronómicas, que eran una relación de las mejores posadas y restaurantes. Estas guías eran realizadas por los famosos "gourmets" o "gastronomers", personas de muy grande apetito que se dedicaban en clasificar los restaurantes; el más famoso fue Curnonsky en Amberes. dedicado exclusivamente a la cocina francesa. El gran Curnonsky (de nombre original Maurice Edmond Sailland), nombrado el "príncipe de los gastrónomos" en 1927, se dedicó a viajar por diversos lugares de Francia con un conjunto de amigos y aficionados a la gastronomía.

El turismo gastronómico se volvió prominente en 2001, después de que Erik Wolf, actual director ejecutivo de la Asociación Internacional de Turismo Gastronómico, escribiera un libro blanco sobre el tema.
El 10 de junio de 2017 se celebró el primer Día Nacional del Tour Gastronómico, que celebra el turismo gastronómico en todo el mundo.

La Asociación Mundial de Turismo Gastronómico presentó por primera vez el Día Mundial de Turismo Gastronómico el 18 de abril de 2018, como una forma de destacar cómo y por qué viajamos para experimentar las culturas gastronómicas del mundo. Está diseñado para sensibilizar tanto a los consumidores como al comercio, y apoyar la misión de la Asociación: preservar y promover las culturas culinarias a través de la hospitalidad y el turismo. El día se celebra cada año en todo el mundo el 18 de abril.

## Descripción General
El turismo gastronómico o turismo culinario es un tipo de turismo cuyas actividades principales se enfocan en la cultura culinaria de un determinado sitio turístico.
El turismo culinario o gastronómico es la búsqueda de experiencias gastronómicas únicas y memorables tanto cerca como lejos. El turismo gastronómico difiere del agroturismo en que el turismo gastronómico se considera una subcategoría del turismo cultural (la cocina es una manifestación de la cultura), mientras que el agroturismo se considera como una subcategoría del turismo rural. Sin embargo, el turismo gastronómico y el agroturismo están inextricablemente ligados, ya que las semillas de la gastronomía se pueden encontrar en la agricultura. El turismo gastronómico no está limitado a la comida gourmet. El turismo gastronómico se puede considerar como una subcategoría del turismo experiencial. Probar la gastronomía local enriquece significativamente las experiencias de los turistas y deja una huella duradera en sus recuerdos.
La Asociación Mundial de Turismo Gastronómico ofrece la siguiente aclaración y definición:
Decimos "turismo de alimentos" (traducción del inglés), pero consumir bebidas es una actividad implícita y asociada. También es tedioso decir "turismo de comidas y bebidas". Se necesita aclarar "lejos y cerca". Además de viajar al otro lado del país o el mundo para comer y beber, también podemos ser viajeros gastronómicos en nuestras regiones, ciudades, y colonias. Si rara vez sales de tu vecindario y viajas al otro lado de la ciudad a un nuevo barrio para ir a una tienda de especialidad o para comer fuera, eres un "viajero gastronómico" en tu propio patio trasero! El acto de viajar está implícito porque la mayoría de las personas viaja, por lo menos por su ciudad, y hasta por la región, el país o el planeta. La distancia que se recorre no es tan importante como el hecho de estar siempre en movimiento.  Todos somos "exploradores" de algún tipo y todos somos "comedores". Por lo tanto,  todos podemos considerarnos "viajeros gastronómicos". Anteriormente, la Asociación Mundial de Turismo Gastronómico había usado la frase "turismo culinario" para describir la industria. Se dejó de usar esa frase en 2012 ya que nuestras investigaciones indicaban que podía dar una impresión errónea, especialmente en el mundo de habla inglesa. Aunque técnicamente "culinario" se puede usar para cualquier asunto relacionado con los alimentos y bebidas, y en principio parece tener sentido, la percepción entre la mayoría de los angloparlantes a quienes entrevistamos es que la palabra "culinario" es elitista. Nada podría encontrarse más lejos de la realidad de lo que trata nuestra industria. "Turismo gastronómico" incluye a los carritos de comida y los vendedores ambulantes, tanto como a los (gastro)bares locales, increíbles bodegas, o restaurantes únicos. Hay algo para todos en la industria del turismo gastronómico.
El turismo gastronómico es un medio para recuperar la alimentación tradicional de cada zona; durante la mitad del siglo XX se ha producido un cambio estructural en el modo de apreciar la comida por parte de los turistas. El turismo gastronómico es un instrumento que ayudará al posicionamiento de los alimentos regionales. El turismo gastronómico está asociado generalmente a otras actividades que lo complementan, tal y como puede ser el turismo rural.

El turismo gastronómico incluye actividades como:
- Tomar clases de cocina
- Hacer tours gastronómicos
- Asistir a festivales de comida y bebida
- Disfrutar de experiencias gastronómicas únicas
- Comprar en tiendas y espacios de especialidad
- Visitar granjas, mercados y productores
- Aprender sobre las cadenas de valor de la industria a través de proveedores, distribuidores e importadores/exportadores.

En todos los casos, la experimentación de los atributos de una región especializada en la producción de alimentos es la razón principal para la realización de los viajes.

## Tendencias
Las principales tendencias desde el punto de vista de la demanda (Tendencias de turismo gastronómico) pueden sintetizarse en cinco aspectos fundamentales:
- La búsqueda de los productos de bebidas y alimentos locales, provenientes de los entornos más cercanos, que permitan conocer la cultura gastronómica de la región, que contribuyan a la sostenibilidad y que ayuden a desarrollar las economías locales. Este aspecto es valorado sobre manera por la demanda que sabe que en ningún lugar encontrará el producto de un modo tan “puro” o cercano.
- La búsqueda de los productos de bebidas y alimentos de calidad, reforzada por marcas de garantía oficiales: Denominaciones de Origen, Indicaciones Geográficas Protegidas o Marcas Propias.
- La búsqueda de una cocina tradicional pero con innovación. Una oferta integral que combine la cocina tradicional y creativa son activos clave para el futuro del turismo gastronómico.
- La búsqueda de la calidad al mejor precio.
- La búsqueda de la multiculturalidad.

## Objetivos
- Conocer y experimentar nuevas comidas de otras regiones
- Dar a conocer las especialidades de nuestras regiones a los visitantes
- Experimentar nuevos sabores
- Conocer diferentes ingredientes y formas de preparación
- Revitalizar y diversificar el turismo
- Involucrar a numerosos sectores profesionales distintos y ofrecer nuevos usos al sector primario

## Características de los tours gastronómicos
El modelo del tour gastronómico varía de un tour a otro y de un operador a otro (de los cuales hay muchos). Sin embargo, la mayoría cuenta con los siguientes elementos:
1. Aunque en un principio estos tours se llevaban a cabo en ciudades grandes con cantidades considerables de turistas, en la actualidad se pueden encontrar también en pequeños pueblos y prácticamente en cualquier lugar.
2. Una cultura gastronómica rica, vibrante e interesante. Pueden destacar todo tipo de alimentos, desde comida callejera hasta la alta cocina.
3. Cuando los recorridos son a pie, las distancias que se recorren no suelen ser demasiado grandes, y se enfocan en una zona específica de la ciudad. Algunas empresas ofrecen recorridos gastronómicos en bicicleta, y algunos operadores incluso hacen recorridos en autobús que cubren distancias y zonas más amplias.
4. Los tours suelen durar al menos tres horas, aunque muchos duran mucho más.
5. Es común que las visitas empiecen y terminen en centros de transporte público, como estaciones de metro.
6. El tamaño de los grupos puede variar desde pequeños grupos privados hasta grupos de 20 personas o más. Sin embargo, los tours gastronómicos más efectivos son los de 12 personas o menos. En grupos más grandes se dificulta personalizar la experiencia.
7. Los tours normalmente no cobran por los niños pequeños que comparten comida con sus padres o cuidadores.
8. Habrá ocasiones en que los tours no sean totalmente compatibles con el uso de sillas de ruedas; esto dependerá de la visita y de la actitud de cada lugar hacia la discapacidad. Sin embargo, con la llegada del COVID-19, se ha presentado una nueva oportunidad para el mercado discapacitado: los tours gastronómicos y clases de cocina virtuales. Por primera vez, este amplio segmento de entusiastas puede participar y disfrutar sin tener que desplazarse.
9. Se suele llevar a los visitantes a lugares que de otra forma no habrían visto, para que puedan comprar y comer como los locales, en vez de depender de las trampas para turistas. A menudo se utilizan frases como "come como un auténtico parisino/londinense/etc." en la publicidad de los tours.
10. Aunque los tours suelen ser guiados por locales, las empresas que ofrecen tours más largos pueden emplear guías que acompañan a los turistas de ciudad en ciudad, de las que es posible que no sean locales. Muchos guías turísticos añaden su toque local, quizás recomendando restaurantes en otras partes de la ciudad.
11. Los tours pueden centrarse en comida, bebida, o incluso la historia y la cultura gastronómica de un lugar. El formato varía entre empresas, pero suelen incluir visitas a mercados, bares, y cafés donde los participantes pueden probar los productos. También suele haber una visita a una tienda para comprar productos que son difíciles de conseguir en otros lugares. Las visitas pueden terminar con una comida en un restaurante donde se puede elegir entre cervezas, vinos, o refrescos.
12. Los guías pueden hablar de cómo la comida que consumen ellos y sus familias es diferente de la que generalmente se ofrece a los turistas. Es poco probable que tengan opiniones positivas respecto a los negocios internacionales de comida rápida.
13. Los guías suelen incluir material sobre la historia del área en que se lleva a cabo el tour.
14. Existen tours para una amplia variedad de dietas especiales, como puede ser halal, kosher, vegano, vegetariano, etc.
15. Muchas compañías pretenden crear un modelo de turismo sostenible con el cual proporcionar a sus clientes una experiencia que tenga un impacto positivo en el medio ambiente,  la sociedad y la economía local, trabajando exclusivamente con productores locales y/o establecimientos familiares, y celebrando tradiciones locales. Todo esto a pie, lo que implica dejar una huella de carbono cero.

## Rutas gastronómicas en el mundo
En la actualidad existen varias rutas gastronómicas en el mundo dedicadas a diversos tipos de comida o insumos. En estas se eligen temas culinarios que remarcan la identidad de la ruta, se promueve la venta de un producto alimenticio (marketing), se desarrolla una economía local, y se promueve la cultura e identidad de una región.

### México
La gastronomía que prevalece a lo largo de estas rutas cuyo hilo conductor es histórico pero que, al igual que hace 100 o 200 años, llevará a los viajeros al descubrimiento de nuevos sabores y saberes que contribuirán al mestizaje que caracteriza nuestra esencia nacional.
- Los fogones entre Viñas y aromas del mar (Baja California y Baja California Sur)
- El sabor de hoy (Ciudad de México)
- Cocina de dos mundos (Chihuahua)
- La ruta del cacao (Chiapas y Tabasco)
- Los mil sabores del mole (Oaxaca)
- La mesa de la huerta y el mar (Sinaloa)
- El altar del día de muertos (Michoacán)
- La ruta de los mercados (Morelos y Guerrero)
- Del café a la vainilla (Veracruz)
- Platillos con historia (Querétaro y Guanajuato)
- Cocina al son del mariachi (Jalisco)
- Los sabores del mar (Nayarit y Colima)
- La cultura del maguey (Hidalgo)
- Del mar a la laguna (Tamaulipas)
- Los dulces sabores de antaño (Tlaxcala y Puebla)
- El sazón del minero (Aguascalientes, San Luis Potosí y Zacatecas)
- Entre cortes y viñedos (Nuevo León, Coahuila, Durango y Sonora)
- Los ingredientes mestizos del Mayab (Yucatán y Quintana Roo)

### España
- Ruta del jamón ibérico
- Ruta de vinos de La Rioja
- Ruta de los quesos de cabra
- Ruta de los pintxos

### Estados Unidos
- Ruta del BBQ
- Ruta de los quesos de California
- Ruta de los quesos de Wisconsin
- Ruta del vino en California
- Ruta del bourbon en Kentucky

### Principat d´Andorra
- La Massana Fogóns